# Coptoeme pallidum
Coptoeme pallidum là một loài bọ cánh cứng trong họ Cerambycidae.